# Thorunna florens
Thorunna florens is een zeenaaktslak die behoort tot de familie van de Chromodorididae. Deze slak komt voor in het westen van de Grote Oceaan, van Japan tot Australië, en in het oosten van de Indische Oceaan.
De slak komt voor in vele kleurvariëteiten: van roze tot rood, over paars tot oranje. De kieuwen en de rinoforen nemen meestal de hoofdkleur van het lichaam aan (roze of paars). Ze wordt, als ze volwassen is, zo'n 6 tot 10 mm lang. Ze voeden zich met sponzen.